# Heliconius alithea
Heliconius alithea är en fjärilsart som beskrevs av William Chapman Hewitson 1869. Heliconius alithea ingår i släktet Heliconius och familjen praktfjärilar. Inga underarter finns listade i Catalogue of Life.